# Aschraf Ghani

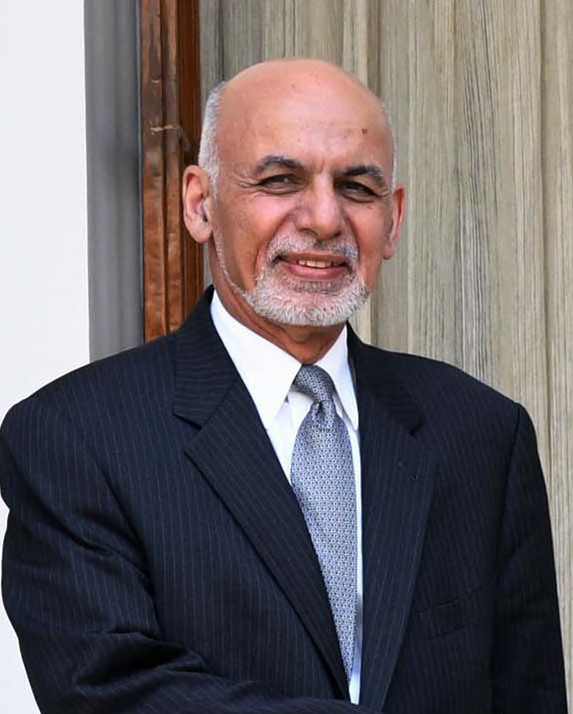
Aschraf Ghani Ahmadsai während eines Treffens mit dem indischen Premierminister Narendra Modi (2018)

Mohammad Aschraf Ghani (* 19. Mai 1949 in der Provinz Logar) ist ein afghanischer Politologe, der von 2014 bis 2021 als Staatspräsident der Islamischen Republik Afghanistan amtierte. Am 15. August 2021, als die aufständischen Taliban die Hauptstadt Kabul einnahmen, floh er über Tadschikistan ins Exil in die Vereinigten Arabischen Emirate, wo ihm Asyl gewährt wurde.
Ursprünglich nannte er sich mit vollem Namen Mohammad Aschraf Ghani Ahmadsai (paschtunisch محمد اشرف غني احمدزی DMG Muḥammad Ašraf Ġanī Aḥmadzay). Den Stammesnamen Ahmadsai legte Ghani 2014 offiziell ab.

## Leben

### Herkunft und beruflicher Werdegang
Der Paschtune Aschraf Ghani studierte zunächst an der Universität Kabul und an der Amerikanischen Universität in Beirut (wo er seine Ehefrau Rula Ghani kennenlernte), bevor er mit einem Stipendium 1977 in die Vereinigten Staaten wechselte. Dort promovierte er an der Columbia University in New York in Kulturanthropologie. Von 1983 bis 1991 lehrte er an der University of California, Berkeley und an der Johns Hopkins University Anthropologie und Politikwissenschaft. Später wechselte er zur Weltbank und half bei der Transformation in Russland, der Volksrepublik China sowie in Indien.

### Rückkehr nach Afghanistan 2001
Im Dezember 2001 kehrte er nach seiner 24-jährigen Abwesenheit nach Kabul zurück, zunächst als UN-Sonderbeauftragter. Vom 2. Juni 2002 bis 14. Dezember 2004 war er Finanzminister und Ende 2002 zuständig für die Währungsreform des neuen Afghani. Er war vom 22. Dezember 2004 bis zum 21. Dezember 2008 Kanzler der Universität Kabul und im Jahr 2006 galt er als möglicher Kandidat für den Posten des UN-Generalsekretärs. Bei der Präsidentschaftswahl 2009 erhielt er etwa 3 % der Stimmen und kam damit auf den vierten Platz hinter Hamid Karzai, Abdullah Abdullah und Ramasan Bashardost. 2011 bekam er vom damaligen Präsident Hamid Karzai die Aufgabe zur Übernahme der Sicherheitsverantwortung für Afghanistan, die seit 2001 durch die International Security Assistance Force (ISAF) erfolgte.

### Präsidentschaft

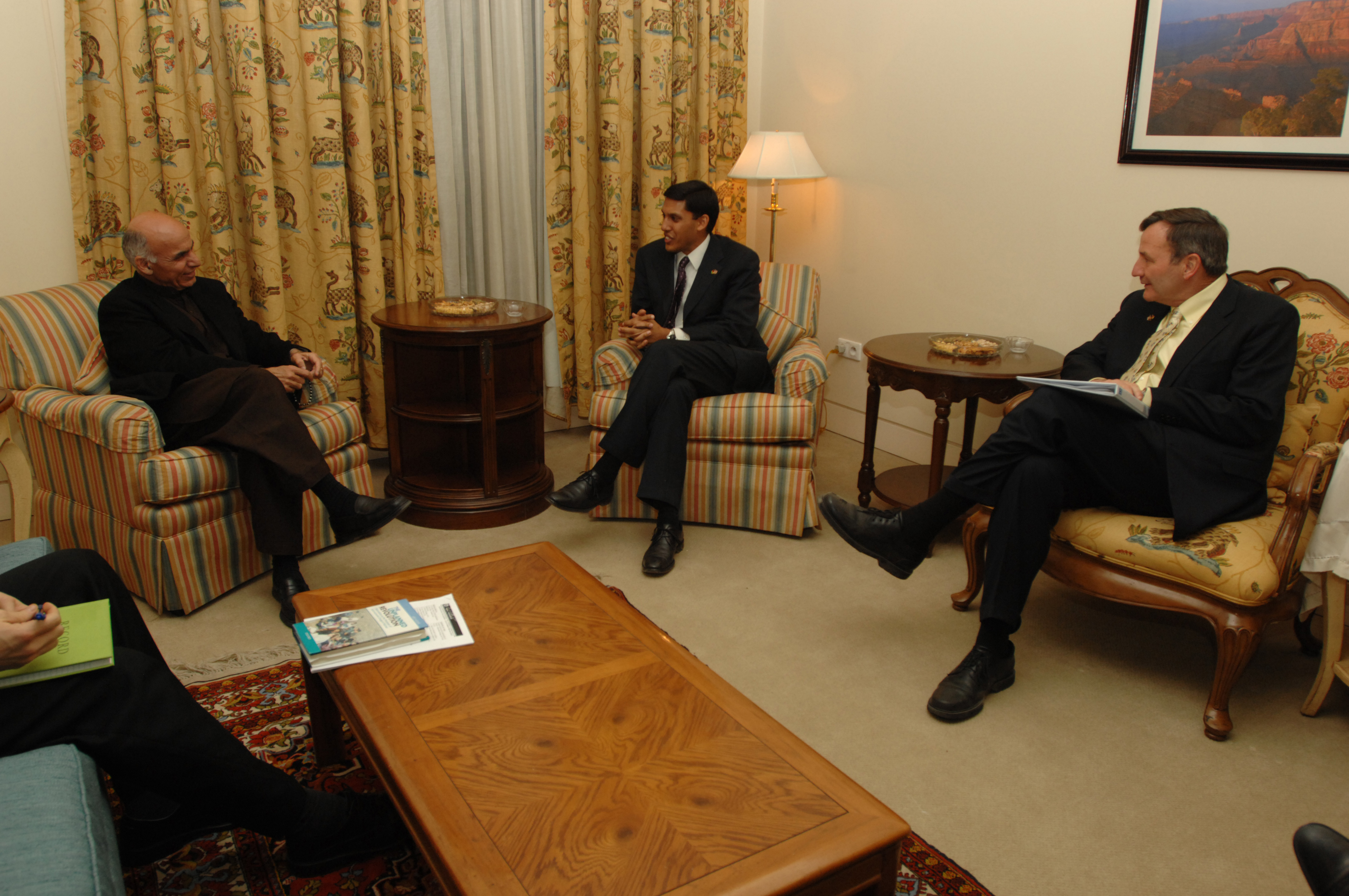
Aschraf Ghani mit Rajiv Shah und Karl W. Eikenberry

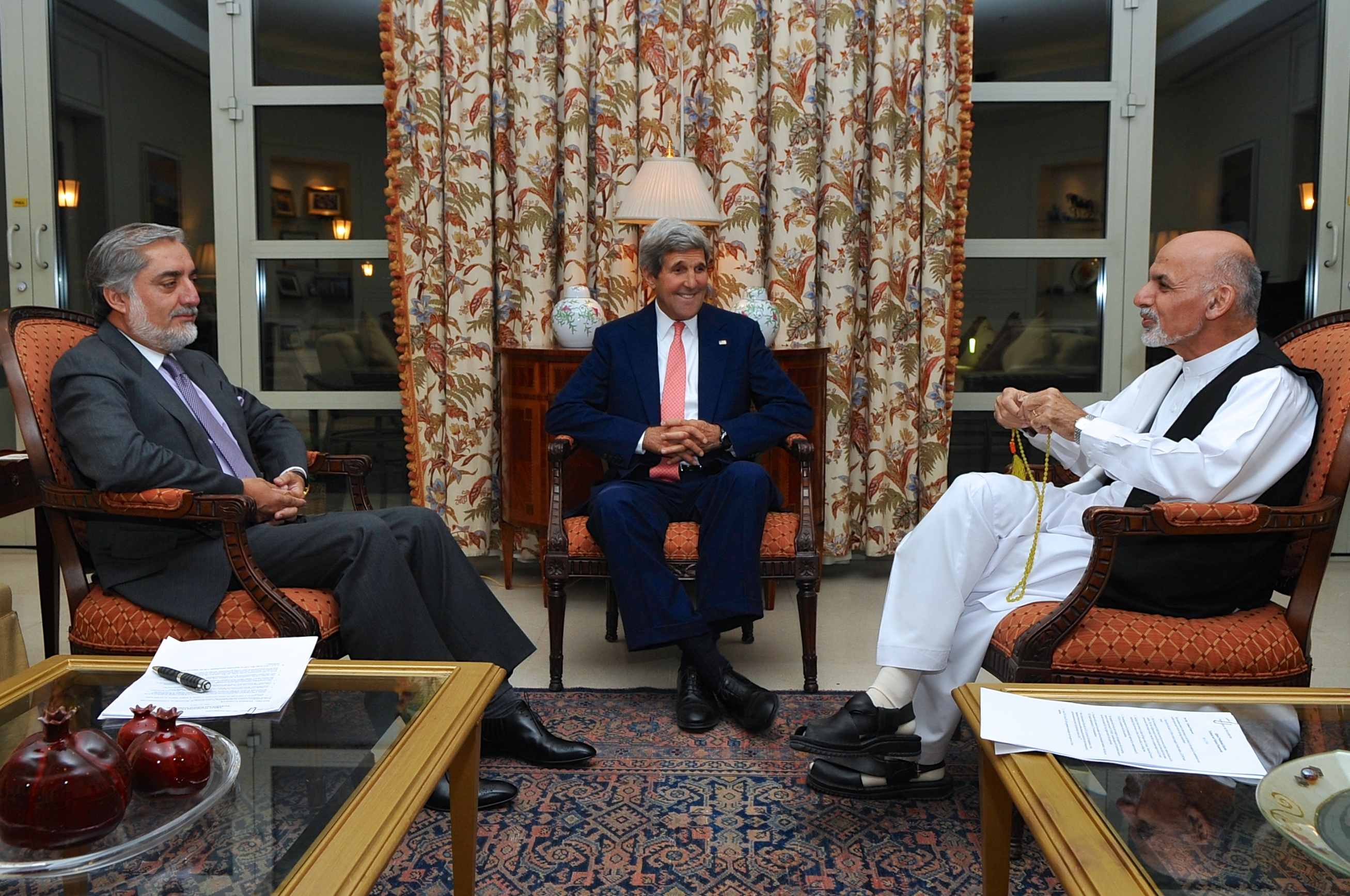
Präsident Aschraf Ghani mit Abdullah Abdullah und John Kerry, Juli 2014

Für die Präsidentschaftswahl 2014 ernannte er den für seine Brutalität bekannten usbekischen Kriegsfürsten Raschid Dostum zu seinem Stellvertreter, um auch im nicht-paschtunischen Norden Stimmen zu erhalten. Früher hatte Aschraf Ghani Dostum als „Killer“ bezeichnet. Im ersten Wahlgang am 5. April 2014 erreichte Aschraf Ghani knapp 32 % der Stimmen, sein Haupt-Gegenkandidat Abdullah Abdullah kam auf 45 %. Ghani war vor allem in den Siedlungsgebieten der Paschtunen erfolgreich, Abdullah dagegen in den persischsprachigen Landesteilen. Am 14. Juni 2014 fand eine Stichwahl zwischen Ghani und Abdullah statt, wobei die meisten anderen Kandidaten im Vorfeld sich für Abdullah ausgesprochen hatten. Das Wahlergebnis, nach dem Ghani 56 % der Stimmen erreicht hatte, galt daher als überraschend. Ghani hatte demnach im zweiten Wahlgang 20 % Stimmen hinzugewonnen, während Abdullah trotz der Unterstützung der meisten ausgeschiedenen Kandidaten 3 % verloren hatte. Die Anhänger Abdullahs erkannten daraufhin das Ergebnis nicht an und sprachen von Wahlfälschung. In einem Kompromiss, der durch Vermittlung von US-Außenminister John Kerry zustande kam, einigten sich beide Seiten auf eine Neuauszählung der Stimmen. Am 21. September wurde schließlich Ghani offiziell zum Sieger der Wahl erklärt, ohne dass genaue Zahlen des Ergebnisses der Stimmen-Neuauszählung bekanntgegeben wurden. Gleichzeitig wurde bekannt, dass das Amt des Premierministers im Rahmen eines Ausgleiches zwischen den beiden Kontrahenten mit einem Vertrauensmann Abdullahs besetzt werden soll. Am 29. September 2014 wurde Ghani als Präsident vereidigt.
Er trat auch bei der Präsidentschaftswahl in Afghanistan 2019 an. Ohne dass die Stimmen schon ausgezählt waren, reklamierte sein erneuter Konkurrent Abdullah Abdullah den Sieg für sich, auch Ghani erklärte sich zum Sieger. Am 13. November 2019 erklärte die Wahlkommission, dass die Bekanntgabe der Ergebnisse verschoben werde.
Die vorläufigen Ergebnisse wurden von der Kommission erst am 22. Dezember 2019, die endgültigen Ergebnisse am 18. Februar 2020 bekannt gegeben. Als Wahlsieger wurde von der Unabhängigen Wahlkommission Ghani mit 50,64 % der Stimmen bekannt gegeben.
Abdullah Abdullah lehnte die Ergebnisse ab und kündigte die Bildung einer Parallelregierung in Nordafghanistan an. Am 22. Februar 2020 ernannte Abdullah einen neuen, ihm loyalen Gouverneur für die Provinz Sar-i Pul. Der amerikanische Diplomat Zalmay Khalilzad versuchte, zwischen Ghani und Abdullah zu vermitteln, aber die beiden konnten keine Einigung erzielen. Beide legten am 9. März 2020 bei getrennten Amtseinführungszeremonien den Präsidenten-Eid ab, wobei Ghani für eine zweite Amtszeit vereidigt wurde. Kurze Zeit später schaffte Ghani das Amt des Regierungschefs ab, das von Abdullah gehalten worden war, während Abdullah eine Erklärung abgab, dass „Ghani nicht mehr Präsident“ sei und seine Dekrete ungültig seien.
Am 23. März 2020 kündigten die Vereinigten Staaten an, dass sie als Folge der politischen Krise ihre Hilfe für Afghanistan um 1 Milliarde Dollar kürzen würden. Sollten Ghani und Abdullah keine Einigung erzielen, könnte die Hilfe weiter gekürzt werden. Die politische Krise wurde erst am 17. Mai 2020 beendet, als Ghani und Abdullah ein Abkommen zur Teilung der Macht unterzeichneten.

### Eroberung Kabuls durch die Taliban und Exil
Nachdem die USA, Deutschland und weitere Staaten begannen, ihre Militärkräfte ab Mitte 2021 aus Afghanistan abzuziehen, eroberten die Taliban nach und nach immer weitere Teile des Landes. Am 15. August 2021 rückten die Taliban nach Kabul vor und forderten die friedliche Machtübergabe durch die afghanische Regierung. Ghani, der sich noch einen Tag zuvor in einer Fernsehansprache an das afghanische Volk gewandt und darin angekündigt hatte, dass die afghanische Regierung die Kontrolle über das gesamte Land zurückerhalten würde, beugte sich schließlich den Forderungen der Taliban und empfing deren Vertreter im Präsidentenpalast in Kabul. Das afghanische Innenministerium kündigte daraufhin eine friedliche Machtübergabe an die Taliban an. Am Nachmittag des 15. August 2021 verließ Ghani übereinstimmenden Medienberichten zufolge Afghanistan. Mehrere Medien berichteten zunächst, Ghani sei in die tadschikische Hauptstadt Duschanbe geflogen worden. Dem Nachrichtensender Al-Jazeera zufolge sollte Ghani sich in der usbekischen Hauptstadt Taschkent aufhalten. Nach Darstellung des Sprechers der russischen Botschaft in Kabul soll Ghani bei seiner Flucht große Mengen Bargeld außer Landes geschafft haben. Mohammad Zahir Aghbar, Botschafter Afghanistans in Tadschikistan, forderte die Verhaftung Ghanis, weil dieser mit 169 Millionen US-Dollar untergetaucht sei. Ghani wies dies zurück. Einem im Juni 2022 erschienenen Bericht des Special Inspector General for Afghanistan Reconstruction der US-Regierung zufolge sei es "unwahrscheinlich", dass Ghani Millionenbeträge gestohlen habe, jedoch habe er Bargeld mitgenommen, dessen Betrag nicht mehr als 1 Million Dollar war und eher bei 500.000 Dollar gelegen haben könnte. Da Dutzende Millionen Dollar weiterhin fehlen, gehen die Untersuchungen weiter.
Am 18. August 2021 wurde bekannt, dass er von den Vereinigten Arabischen Emiraten aus humanitären Gründen aufgenommen wurde. Seither lebt er in einem Bungalow in einem Diplomatenviertel von Abu Dhabi.
US-Außenminister Antony Blinken berichtete, Ghani habe ihm am Tag vor seiner Flucht versichert, er werde „bis in den Tod kämpfen“.

### Weltgerechtigkeitsprojekt
Er ist Mitglied im Verwaltungsrat des World Justice Project. 2013 wurde Ghani bei dem „World Thinkers“-Ranking des Magazins Prospect auf Platz 2 gelistet.

### Privates
Aschraf Ghani ist mit der libanesischen Christin Rula Ghani verheiratet und hat zwei Kinder, Tarek und Mariam Ghani.